# Templo Yagang
El lhakhang Yagang es un templo budista en el distrito de Mongar, parte de la zona este de Bután. Fue construido en el siglo XVI por Sangdag, el hijo menor del tertön Pema Lingpa, a las afueras de la capital del dzongkhag. Pertenece a una familia descendiente de este linaje, por lo que es de carácter privado.

## Historia
Levantado en el siglo XVI por el hijo menor de Pema Lingpa, Sangdag, la tradición local narra que tres estatuas que encontró el tertön volaron: una al dzong Jakar, otra al templo Dongkola y la tercera al templo Yagang. Este lhakhang alberga muchas reliquias sagradas relacionadas con Pema Lingpa. Ha estado bajo el cuidado de «Yagang Choeji», los descendientes de este. Tras pasar por distintos terremotos a lo largo de la historia, en 2021 se reportó su estado deficiente, con grietas en las paredes de ambos pisos. Pese a ser de propiedad privada, se reclamó a nivel de distrito financiación para su conservación.

## Tesoros y festivales
El templo es conocido por su colección de máscaras, instrumentos musicales, armaduras, armas antiguas y xilografías utilizadas para estampar banderas de oración y textos. Los tesoros religiosos incluyen una estatua de Buda Gautama que descubrió Pema Lingpa en Membartsho (distrito de Bumthang) y un phurba hecho por el propio tertön. En este lhakhang se celebra un tsechu (ritual anual) de tres días y un festival de danza Cham los días 8, 9 y 10 del quinto mes del calendario lunar de Bután. Este festival es uno de los más antiguos que se celebran en el este del país, y era el más importante que se celebraba en Mongar antes de la construcción de su dzong.